# Аврам
Аврам (хебрејски: , модерни: ʾAvram – Аврам, тиберијски: ʾAḇrām – Абрам), или Аврахам (хебрејски: , модерни: ʾAvraham – Аврахам, тиберијски: ʾAḇrāhām – Абрахам; арапски: إبراهيم, Ibrahim – Ибрахим), библијска је личност Старог завета. Према Библији, он је праотац семитских народа, што његово име на хебрејском језику и значи (приликом покушаја жртвовања сина Исака, Аврам је преименован у Аврахам). Претпоставља се да је живео између 2000. и 1500. п. н. е. У Месопотамији у граду Уру. Данас кад неко каже аврамске вере или Абрахамови синови мисли се на хришћане, јевреје и муслимане, као потомке Аврама. У исламу он се сматра кариком у ланцу пророка који почиње са Адамом и завршава Мухамедом.
Наратив у Постању се бави темама потомстава и земље. Аврама позива Бог да напусти дом свог оца Tаре и да се насели на земљу која је првобитно дата Ханану, али коју Бог сад обећава Авраму и његовом потомству. Предочени су различити кандидати који би наследили земљу након Аврама, и иако су обећања дата Измаелу због оснивања велике нације, Исак, његов син са полусестром Саром, наслеђује оно што је обећано Авраму. Аврам купује гробницу (пећину патријараха) код Хеброна за Сарин гроб и тиме успоставља своје право на земљу. У другој генерацији његов наследник Исак је ожењен женом која му је рођака, чиме искључује Хананите из било каквог наслеђа. Аврам се касније жени Кетуру и има још шест синова, али након његове смрти, кад је сахрањен поред Саре, Исак наслеђује „сву Аврамову имовину”, док остали синови добијају само „поклоне” (Постање 25:5–8).
Прича о Авраму се не може дефинитивно повезати са било којим специфичним временом, мада постоји широко заступљена сагласност да је доба патријарха, заједно са егзодусом и периодом судија, касна књижевна конструкција која није везана за било који период стварне историје. Уобичајена хипотеза међу научницима је да је то састављено у раном персијском периоду (касни 6. век п. н. е.) као резултат напетости између јеврејских земљопоседника који су остали у Јудеји током Вавилонског ропства и заснивали своје право на земљу путем свог „оца Аврама”, и повратника из изгнанства који су заснивали своје против-тврдње на Мојсију и традицији егзодуса.

## Аврамово родословље
Према Књизи постања Аврамово родословље изгледа овако:
- Ноје - праведник који је са фамилијом преживео велики потоп на Нојевој барци
- Сем - син Нојев
- Арфаксад - син Семов
- Шелах - син Арфаксадов
- Ебер - син Шелахов
- Пелег - син Еберов
- Реу - син Пелегов
- Серуг - син Реугов, Авраамов прадеда
- Нахор - син Серугов, Авраамов деда
- Тара - син Нахаров, Авраамов отац
- Авраам
- Лот - братанац Авраамов

Његови синови су:
- Измаел
- Исак
- Зимран
- Јокшан
- Медан
- Мидиан
- Исхбак
- Шуах

## Историја
Његов отац Тара је служио тадашњем краљу Вавилона Нимроду. У то време су људи веровали у више Богова и разне идоле. Нимрод је био окрутан владар који се стално плашио да му неко не помрачи славу. Једног дана су му његови астролози прорекли да ће се ускоро родити дете које ће потамнити његову славу. То је разљутило Нимрода и он нареди да се сва мушка новорођенчад убију па је наредио да се одвоје мужеви од жена како се не би састајали.
Међутим официр Терех је ипак некако надмудрио војника и састао се са својом женом која се након девет месеци породила и родила мушко дете коме је Азер дао име Аврам. Уплашен да Нимрод не сазна за дете и да га не погуби, одвео је своју жену са дететом у једну мрачну пећину код Вавилона у коју није ни зрак светлости улазио.
Дете је нарасло за неколико дана и претворило се у наочитог момка. Излазио би ноћу пред пећину и посматрао звезде тражећи међу њима свог Бога али је утврдио након дугих посматрања "небеских прилика" да Бог није ниједна Звезда, ни месец, ни сунце.
Једног дана Аврама мајка одведе у град а отац га доведе ког краља Нимрода, сада већ наочитог момка и представи га као свог сина који је некада одлутао од куће и сад се вратио. Нимрода су људи сматрали божанством и веровали су у њега као у Бога па је краљ и од младића тражио да се и он односи према њему као према божанству али Аврам му је рекао :"Мој Бог није тако ружан" и тако је избио први сукоб међу њима.
Аврам је и поред краљевског противљења јавно почео да позива људе да верују у у једног, само једног Бога и зато је краљ наредио да га јавно спале. Пред окупљеним светом ватра је планула али Аврам није горео. "Божја рука" није дала да му ватра остави било какав траг.
Чудо је одјекнуло, Авраму чак ни краљ није могао ништа да учини. Прича о човеку коме ни ватра ни краљ не могу ништа ширила се брзо.

## Женидба
Аврам се оженио најлепшом девојком Саром са којом је путовао у Сирију, Палестину чак и у Египат уверавајући људе да је Бог један за све људе на земљи.
Када су стигли у Египат вест о Сариној лепоти стигле су и пре њеног доласка па су стигле и до фараона који је зажелео да је обљуби али кад год би фараонова рука пошла према Сари укочила би се. Тако је и он схватио да у томе има и Божјке руке и заиста је замолио Сару за опроштење и у знак поштовања поклонио јој једну своју лепу робињу Агар (Хаџера) као слушкињу.
Сара није могла имати деце зато се и сложила да Аврам узме њену робињу као другу жену.

### Љубомора
Након неког времена Хаџера је затруднела па је облачила широку одећу којом би скривала трудноћу од Саре јер је била љубоморна. Потом Авраму од Бога дође наређење да одведе Хаџеру и новорођеног Измаила у Меку, путовао је са њима док не стигоше у долини Меке, долина без игде ичега, без људи, зграда, воде, биља, апсолутно ништа. Аврам ту остави Хаџеру и Исмаила и оде. Хаџера се зачуди, очекивала је да ће је оставити у насељено место где има хране и воде а не усред пустиње. Аврам се није обазирао ишао је а Хаџера је ишла за њим говорећи му како их оставља без хране, воде и људи па га је упитала: "Јел ти Бог тако наредио?" "Јесте" рече он. Тада Хаџера рече да неће бити изгубљени.

## Извор Зем-Зем
Након што су Хаџера Измаил потрошили све залихе воде које су имали огласио се плач детета, у нади да ће у близини пронаћи воду Хаџера се ужурбаним корацима кретала између два мала брда која су касније били прозвани именима Сафа и Мерва. Дошавши седми пут на брдо Мерва чула је непознат глас који је дозива њеним именом. Хаџера је тада изговорила: "Помози ако си са добром намером" а онда се испред ње указао анђео Гаврило који је ногом ударио у тло из којег је тог момента снажно потекла вода. Хаџера је пожурила да загради воду да не отече како би је сачувала и док је то радила изговарала је "Зем-Зем" што у преводу значи "Стани-стани".

## Жртва
Аврама је после дуго времена чекало велико изненађење. После доста година код њега су дошла „тројица“ и обавестила да ће Сара родити дете али он није веровао јер је већ био стар, на шта су они рекли да ће она родити и да ће то бити мушко и да ће га назвати Исак, што се и десило. Аврам је тако срећно живео све до тренутка када му је Бог у сну заповедио да жртвује свог сина. Аврам је без размишљања кренуо да га послуша, али када је Бог видео да је Аврам спреман да убије свог прворођеног сина зарад заповести коју је Он наредио зауставио је егзекуцију и уместо Исака поставио је Овна као жртву.
Од тог дана, па све до сад муслимани (они који су предани Божијој вољи) извршавају заповест жртвовања Курбана.

## Ћаба
Према исламским веродостојним књигама верује се да је Аврам са својим сином Измаелом први започео изградњу светог места Ћабе. Док је градио зидове анђео му је донео црни камен који је смештен у источном углу структуре.

## Каснијим годинама
Сара је преминула и Аврам ју је сахранио у пећини Макпели близу Хеброна ( Палестина). Након Сарине смрти Аврам се оженио другом женом Кетурах са којом је добио шесторицу синова: Зимран, Јокшан, Медан, Мидиан, Исхбак и Шуах.
Према библији променио је име у Абрахам што у преводи значи "Отац више нација".
Народи који се спомињу:
Израелци, Исмаелитси, Едомити, Амалечани, Кенезајци, Мидјанци, Асирци.
Аврам је доживео и да види рођење своја два унука Јакуба и Есуа.

## Смрт
Умро је у 175. години и сахрањен је у пећини Макпели. Сахранили су га Исак и Измаел.

## Занимљивост
Његово име значи "отац народа". 